# Louis de Bourbon (1667-1683)
Pour les articles homonymes, voir Louis de Bourbon.
 (mars 2022).

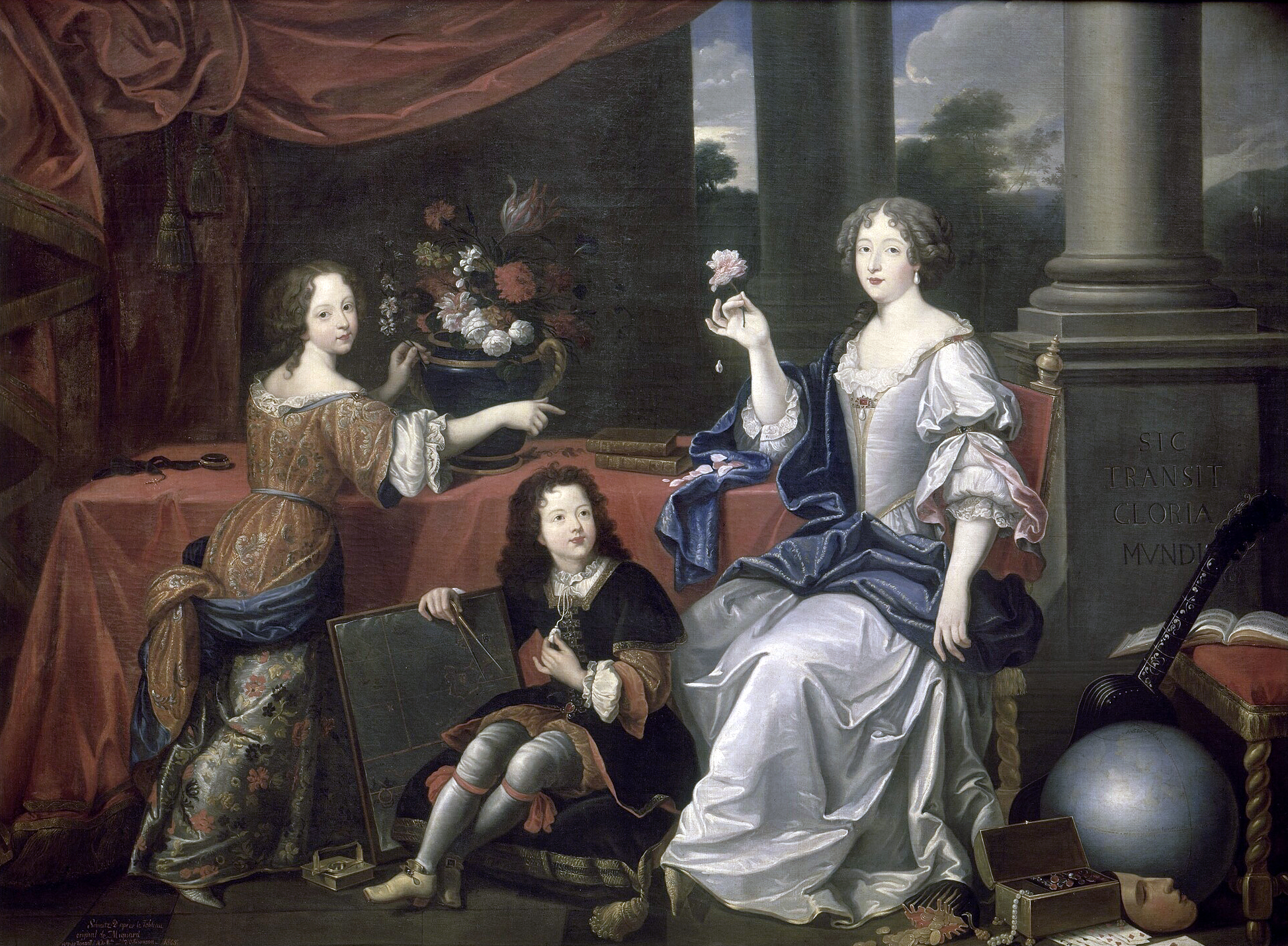
Le comte de Vermandois vers l'âge de 6 ans, en compagnie de sa mère et de sa sœur aînée (tableau de Pierre Mignard, vers 1673).

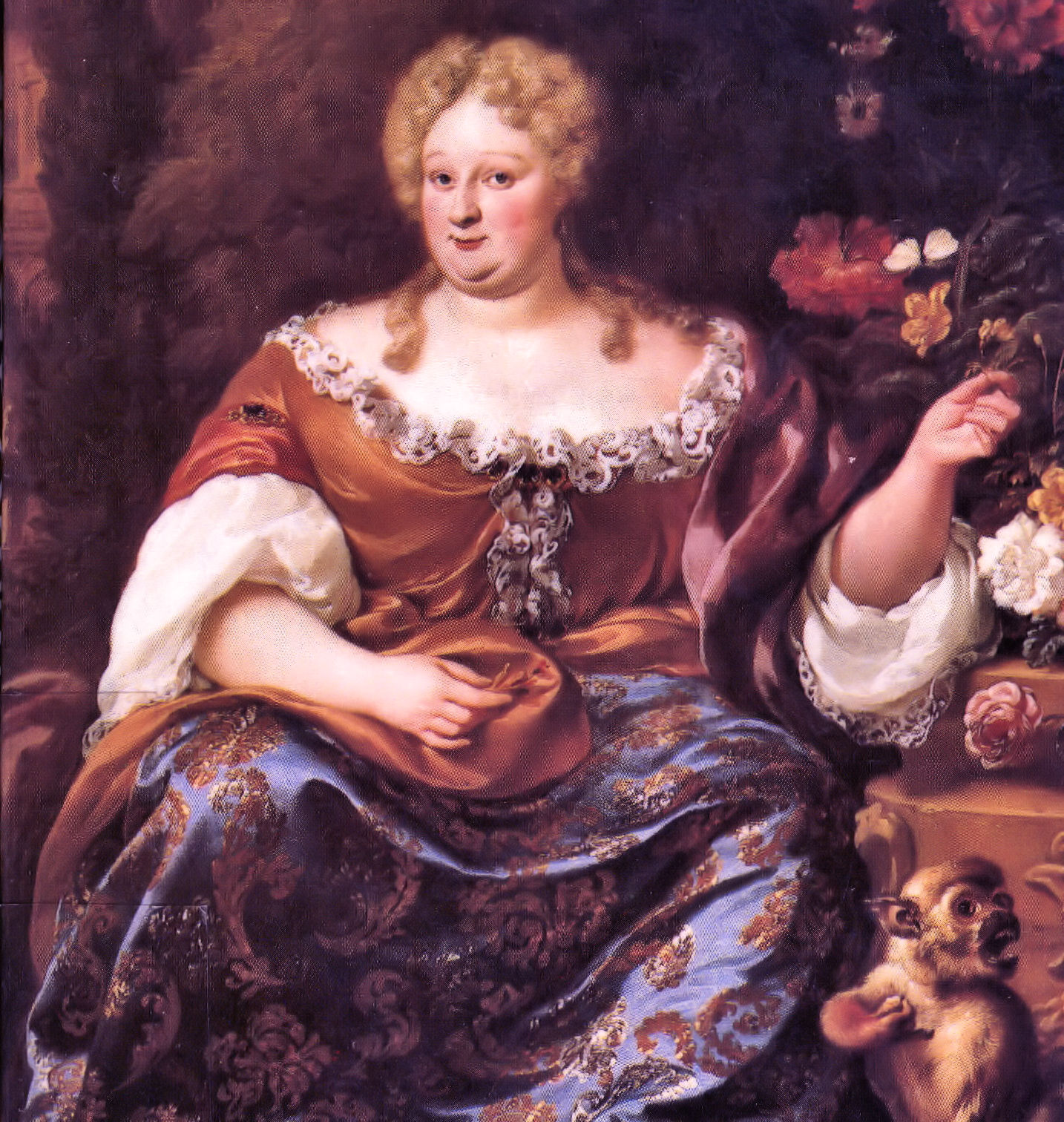
La duchesse d'Orléans, tante par alliance et tutrice du comte.

Louis de Bourbon, comte de Vermandois, né le 2 octobre 1667 au château de Saint-Germain-en-Laye et mort le 18 novembre 1683 à Courtrai, est un prince français légitimé, fils du roi Louis XIV et de sa maîtresse Louise de La Vallière. Il a également été amiral de France de 1669 à sa mort. 
Compromis par la clique du Chevalier de Lorraine, il est rapidement disgracié par son père et meurt de maladie à 16 ans pendant le siège de Courtrai en Flandre, aux côtés de Vauban. Au cours du XVIIIe siècle, il est souvent évoqué comme ayant pu être l'homme au masque de fer, prisonnier mystérieux et sans identité de Louis XIV, traité avec beaucoup d'égards, enfermé dans les forteresses successives commandées par Saint-Mars, et finissant par mourir à la Bastille en 1703.

## L'enfant de la disgrâce
Né alors que sa mère connaissait un début de disgrâce, le futur Louis de Bourbon est le quatrième enfant que le roi Louis XIV eut de la duchesse Louise de La Vallière, favorite « déclarée » depuis la mort de la reine-mère Anne d'Autriche, en janvier 1666. Deux autres fils étaient nés secrètement et morts avant que Mademoiselle de La Vallière ne fût déclarée ouvertement maîtresse royale. Sa sœur Mademoiselle de Blois était son aînée d'un an et fut légitimée dès le début de l'année 1667.
Comme le roi, qui dédaignait sa favorite, ne voulait cependant pas peiner son épouse et craignait le scandale, l'enfant, quoiqu'il fût le premier des fils naturels de Louis XIV, ne fut légitimé par lettre patente que deux ans après sa naissance. Il reçut le titre de comte de Vermandois ainsi que la charge d'amiral de France, ce qui permit au roi de garder la maîtrise de la marine pendant de nombreuses années. Son éducation fut confiée à madame Colbert, épouse du principal ministre du roi.
Cependant le roi s'était épris de la marquise de Montespan, femme mariée. Pour dissimuler ce double-adultère, le roi fit cohabiter ses deux maîtresses : Louise de La Vallière servit de « paravent » à l'éblouissante marquise, qui la traita en servante. En 1670, une maladie (peut-être une fausse-couche) amena la repentance de Louise de La Vallière qui, petit à petit, songea à expier ses fautes et à entrer en religion. Une telle perspective effraya le roi, ainsi que la marquise qui venait de donner un premier enfant adultérin au roi. 
Il fut décidé de présenter officiellement, malgré son jeune âge (7 ans et demi), la fille de Mademoiselle de La Vallière et du roi à la Cour, mais rien n'empêcha la décision de la duchesse. Elle entra moins d'un an après, en 1674, chez les Carmélites, non sans avoir publiquement demandé pardon à la reine Marie-Thérèse et confié ses enfants à la belle-sœur du roi — et tante par alliance de ses enfants —, la princesse palatine, duchesse d'Orléans.
Quelque temps plus tard, la duchesse d'Orléans ayant amené le petit comte de Vermandois et sa sœur visiter leur mère en son couvent, celle-ci, toute à ses pénitences, refusa d'embrasser son fils de 5 ans qui voulait se jeter dans ses bras. Néanmoins, toute sa vie le jeune prince, en quête d'affection maternelle, appela sa mère « belle-maman ».
Il était très proche de sa sœur Marie-Anne de Bourbon, Mademoiselle de Blois qui, enfant favorite du roi, fut mariée dès 1680 — vers 14 ans — à un prince du sang Louis-Armand de Bourbon, prince de Conti, et devint en conséquence princesse du sang.
Retirée chez les carmélites, sa mère se mortifia en guise de pénitence afin d'absoudre sa jeunesse de pécheresse ; le jeune adolescent se vit ainsi délaissé par sa proche famille.

## Un prince dévoyé puis en disgrâce

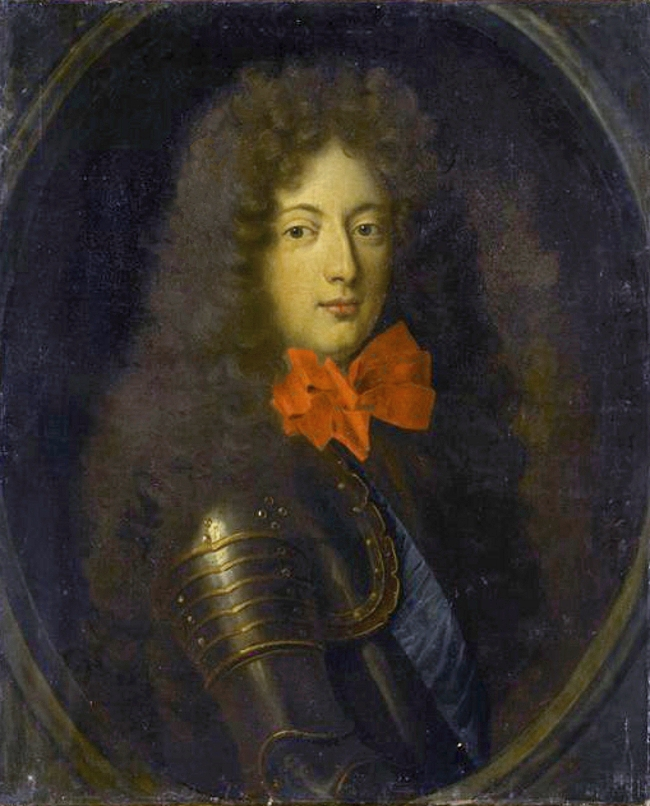
Philippe de Lorraine : Beau comme un dieu, il avait tous les vices du diable....

En 1681, âgé de 13 ans, le comte de Vermandois fut séduit par le chevalier de Lorraine, favori de son oncle, Monsieur, frère unique de Louis XIV et duc d'Orléans. « Monsieur », après avoir créé une « confrérie d'italianisants » (homosexuels), cherchait un « parapluie » au cas où le roi eût songé à le disgracier. Le dauphin ayant refusé d'entrer dans la « confrérie », le chevalier de Lorraine cherchait une autre recrue.
Naïf, le jeune comte de Vermandois au seuil de l'adolescence rechercha trop ouvertement de nouveaux adeptes pour la « confrérie » au sein de la Cour. Nombre de courtisans répondirent favorablement aux appels du fils légitimé du roi, notamment un prince du sang, François-Louis de Bourbon-Conti, ce qui attira l'attention du roi.
Les craintes du chevalier s’avérèrent fondées : les expériences de jeunesse du comte de Vermandois suscitèrent contre lui une terrible colère du roi. En effet, si Louis XIV tolérait par politique les débauches de Monsieur, son frère, car il pensait qu'elles l'éloignaient des intrigues politiques, il ne supporta pas qu'un fils de son sang, fût-il bâtard, s'adonne au « vice italien » et qu'en outre il débauchât un prince de sang et beau-frère d'une de ses filles. 
Découvert, le jeune comte, fortement réprimandé par son père, fut contraint de dénoncer ses « condisciples ». Le jeune amiral fut ensuite condamné à se retirer de la cour en 1682. Il n'était âgé que de 14 ans.
L'année suivante, la duchesse d'Orléans, épouse de Monsieur, donc belle-sœur du roi, tante par alliance et tutrice du jeune comte, obtint de Louis XIV pour son pupille qu'il pût combattre en Flandre afin de racheter ses erreurs et tenter de rentrer en grâce.

## L'irrémédiable disgrâce
Sur le champ de bataille, n'écoutant que son envie de rentrer en grâce, l'adolescent se dépensa sans compter, n'écoutant ni les conseils de prudence de son gouverneur ni les avertissements du médecin d'Aquin. Durant le siège de Courtrai mené par Vauban, le jeune comte contracta une maladie qui lui fut fatale. Il ne retrouva pas pour autant l'estime du roi et mourut le 18 novembre 1683, à l'âge de 16 ans. Il fut inhumé dans la cathédrale d'Arras (cathédrale qui fut détruite pendant la Révolution française). 
Quant à sa mère, devenue « Sœur Louise de la Miséricorde », toujours pénitente, elle se refusa le secours des larmes, déclarant que ce serait trop pleurer un fils dont elle n'avait « pas assez pleuré la naissance ». 
La cour, à la suite du roi, fit mine d'ignorer la nouvelle. Louis XIV ne donnait son affection qu'à l'aîné des fils qu'il avait eus de la marquise de Montespan, Louis Auguste de Bourbon, duc du Maine, légitimé en 1673 et élevé par la marquise de Maintenon. 
Le jeune prince ne fut pleuré que par sa sœur, la princesse de Conti, et sa tante par alliance, la duchesse d'Orléans, qui avait été sa tutrice.
Les fonctions d'amiral de France du comte de Vermandois furent transférées à Louis-Alexandre de Bourbon, comte de Toulouse, âgé de 5 ans, dernier des fils que le roi avait eus de Madame de Montespan.
La même année étaient morts la reine Marie-Thérèse et le comte de Vexin, second fils légitimé que Louis XIV avait eu de la marquise de Montespan et qui était infirme. La marquise de Montespan, compromise dans l'affaire des poisons, avait été disgraciée en 1681. La dernière favorite du roi, Mademoiselle de Fontanges, était morte la même année à l'âge de 19 ans. Le roi était libre mais souhaitait se ranger. Il épousa peu après et secrètement la gouvernante de ses enfants légitimés, la veuve Scarron qu'il avait créé marquise de Maintenon.

## Spéculations concernant la fin de sa vie

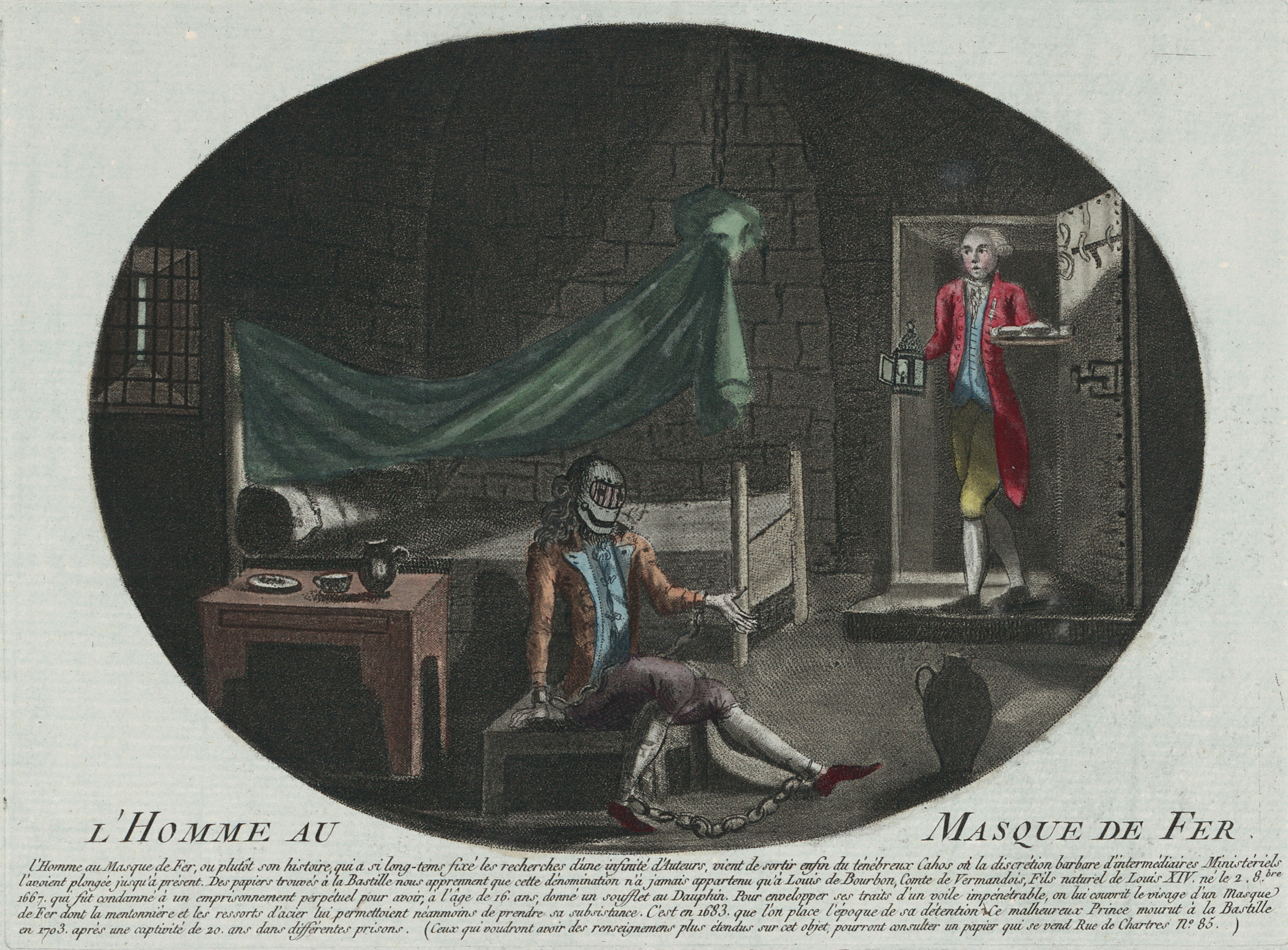
L'homme au masque de fer, gravure anonyme, 1789.
Selon l'affirmation contenue dans la légende de cette gravure — qui relève vraisemblablement de la propagande révolutionnaire — l'homme au masque de fer ne serait autre que Louis de Bourbon, comte de Vermandois, fils illégitime de Louis XIV et de Madame de La Vallière.

Le comte de Vermandois fait partie des premiers personnages supposés avoir été l'homme au masque de fer, et cela durant la totalité du XVIIIe siècle. La théorie imaginée est qu'il ne serait pas mort de maladie en Flandre devant Courtrai en 1683, mais incarcéré par Louis XIV pour avoir souffleté le dauphin. 
Pour rappel, l'homme au masque de fer a été successivement enfermé dans les forteresses de Pignerol, d'Exilles, de l'île Sainte-Marguerite au large de Cannes, et de la Bastille, suivant en cela les diverses affectations de son geôlier, Saint-Mars, et est mort en 1703.

## Dans la culture
- Claude Puzin, Louis de Bourbon ou le Soleil maudit, roman, Paris, Éditions T. G., Paris 2007  (ISBN 978-2-918444-39-8).
- Annie Pierti, L'Allée de lumière, Bayard Jeunesse.
- Anne-Marie Desplat-Duc, Marie-Anne, fille du roi, suite romanesque en six volumes.